# Isankuni
Isankuni, auch isigankuri, ist eine einsaitige, mit einem kurzen Bogen (itshoba) gestrichene Stabzither in Südafrika, deren Resonanzkörper aus einem oben offenen Blechkanister besteht. Die isankuni ist eine einfachere Variante der in Botswana und anderen Ländern des südlichen Afrika gespielten Trogzither segankuru und verfügt im Unterschied zu jener über keinen Stimmwirbel. Mit einer besonderen Strichtechnik des Bogens lassen sich mehrere Partialtöne isolieren und Melodien erzeugen. Das aus der Tradition der Hirten stammende Saiteninstrument wird solistisch und zur Gesangsbegleitung eingesetzt.

## Bauform
Beim einfachsten Saiteninstrument, dem Musikbogen, hält ein biegsamer und gebogener Saitenträger die an beiden Enden festgebundene Saite unter Spannung. Bei einer Stabzither (oder Musikstab) verläuft die vorgespannte Saite über einen stabförmigen starren Saitenträger. Um die Saite der Stabzither parallel zum Saitenträger auf Abstand zu halten, werden an beiden Seiten Abstandshalter als Sattel unterlegt. Alternativ sorgt ein Mittelsteg bei den Kerbstegzithern (mvet) für eine in der Mitte angehobene, geteilte Saite. Das dritte Konstruktionsprinzip kommt unter anderem bei der segankuru und bei manchen Lauteninstrumenten vor. Dabei verläuft die außen an einem weit vom Saitenträger abstehenden Stimmwirbel befestigte Saite in einem spitzen Winkel bis zum anderen Ende des Trägers.
Musikbögen und Stabzithern benötigen separate Resonanzkörper, die am Saitenträger starr befestigt oder lose mit ihm in Kontakt gebracht werden. Üblicherweise dienen hierzu Kalebassen oder andere harte Fruchtschalen. Bei der isankuni übernimmt der Blechkanister die Funktion des Resonators und zugleich des fehlenden Stimmwirbels. Hierfür dient ein Fünf-Liter-Blechkanister für Petroleum mit ausgeschnittenem Deckel, in den ein etwa ein Meter langer Holzstab gestellt wird. Ist der bevorzugte Ast einer in Südafrika seltenen Pappel nicht vorhanden, kann ersatzweise jede andere Holzart verwendet werden. Zwischen dem Stabende und der nächsten Ecke am Kanisterboden wird ein dünner Eisendraht als Saite gespannt. Die Saitenspannung bringt den Stab in eine diagonale Position zwischen der hinteren unteren Ecke und der vorderen oberen Kante des Kanisters. Der schräg aus dem Kanister herausragende Holzstab darf nur so lang und so schwer sein, dass die gesamte Konstruktion nicht umfällt, wenn sie auf dem Boden steht. Die freie Saitenlänge beträgt etwa 75 Zentimeter. Die Angewohnheit, beim Zusammenbau den Blechkanister und den Draht mit einer Flamme zu erhitzen, hat keinen erkennbaren Einfluss auf die Klangqualität, sondern dient offensichtlich allein dazu, den Lack abzubrennen und dem Instrument ein archaisches Aussehen zu verleihen. In die Seitenwände werden rechteckige Schalllöcher eingeschnitten.
Der Streichbogen ist mit etwa 13 Zentimetern noch kleiner als bei der segankuru und anders konstruiert. An ein leicht gebogenes dünnes Aststück wird an einem Ende ein Bündel Rinderschwanzhaare verknotet. Der Name des Bogens, itshoba, bezieht sich auf die buschigen Haare eines Kuhschwanzes. Das Ende der Haarbündel wird nicht mit der anderen Seite des Bogens verbunden, sondern um einen Holzstift gewickelt, den der Musiker zwischen Mittel- und Ringfinger klemmt. Auf die vordere obere Kante des Blechkanisters kommt eine Schicht getrockneter Milchsaft eines Wolfsmilchgewächses (Euphorbia pulvinata, Shona, Zulu inkamamasana oder isihlehle) als Kolophonium, mit dem vor dem Spiel und zwischendurch die Bogenhaare eingerieben werden können.

## Herkunft und Verbreitung
Erstmals beschrieb Percival Robson Kirby Anfang der 1930er Jahre bei den Mpondo im Pondoland eine isankuni genannte Streichzither, die wenig zuvor aus dem Norden eingeführt worden sein soll. Er fand eine Reihe weiterer Streichzithern im südlichen Afrika einschließlich der segankuru, die mit Ausnahme der isankuni alle einen Stimmwirbel besaßen. Kirby führt die isankuni auf den Mundbogen umqunge (umrhubhe) zurück, der nur bei den Mpondo vorkommt. Für die südafrikanische Provinz Ostkap teilt David Rycroft 1966 die einsaitigen Musikbögen in vier Gruppen ein: Mundbögen, deren Saite angerieben wird; Musikbögen, an die ein Resonator zur Klangverstärkung gehalten und deren Saite angerieben wird; Musikbögen mit Resonator und Stimmschlinge, deren Saite mit einem Stöckchen geschlagen wird und ebensolche Musikbögen ohne Stimmschlinge. Der umqunge mit einer an einem Exemplar gemessenen Stablänge von 66 Zentimetern gehört zur ersten Gruppe. Seine Saite wird mit einem 50 Zentimeter langen, dünnen Zweig mit rauer Oberfläche angerieben. Der Spieler hält den Mundbogen vor dem Körper senkrecht nach unten. Er nimmt das obere Ende des Bogenstabes in den Mund und hält das untere Ende mit der linken Hand, während er mit dem Reibestab in der rechten Hand quer über die Saite streicht. Mit dem Mittelfinger der linken Hand berührt er seitlich die Saite, um einen zweiten Grundton hervorzubringen. Die isankuni mit einer ähnlichen Spielhaltung könnte mit ihrer Streichbogenführung eine Weiterentwicklung der Reibestabtechnik sein. Die klanglichen Variationsmöglichkeiten sind jedoch geringer als bei einem Mundbogen, weil das Volumen des Resonator-Kanisters während des Spiels nicht verändert werden kann.
Die Herkunft und das Alter der isankuni sind unklar. Es ist möglich, dass der Vergleich mit der ramkie auf eine parallele Entwicklung verweist. Die einfache afrikanische Zupflaute mit Kalebassenresonator, wie sie seit dem 18. Jahrhundert bekannt war, wich Anfang des 20. Jahrhunderts billigen Kopien europäischer Gitarren. Ein europäisches Vorbild ist bei der viersaitigen igqongwe erkennbar, deren aus einem Petroleumkanister bestehender Korpus ein mittiges Schallloch und einen gitarrenähnlichen Wirbelkasten besitzt. Auch bei Musikbögen wurden Blechdosen zu einem neuzeitlichen Ersatz für ältere Kalebassen-Resonatoren.
Gleiche oder vergleichbare Streichzithern wie die isankuni mit Blechkanistern sind in Südafrika regional mit unterschiedlichen Namen bekannt. Im Distrikt Joe Gqabi wurde die Streichzither igqongwe genannt, ansonsten ist dies bei den Zulu in der Provinz KwaZulu-Natal der Name einer selbst gebauten Gitarre mit vier Saiten ähnlich der ramkie. Im Distrikt Amathole kam der onomatopoetische Name kratsi-kratsi vor. Die sikhelekehle der Swazi besteht aus einem langen Holzstock, der entlang einer Kante in einem Blechkanister steckt. Die Saite führt von der gegenüberliegenden Kante bis zu einem Stimmwirbel. Der Musiker hält die sikhelekehle umgekehrt als die isankuni und ähnlich wie die segankuru mit dem Blechkanister nach oben über eine Schulter gelegt. Der Blechkanister besitzt seine ursprüngliche Form und ist nicht wie bei der segankuru zusammengedrückt. Der mit Tierhaaren bespannte Streichbogen und der Stimmwirbel lassen eine Beziehung zu den ostafrikanischen Röhrenspießgeigen wie der ugandischen endingidi erkennen. Deren Ursprung liegt in China, von wo sie durch Vermittlung arabischer Händler ab Ende des 19. Jahrhunderts in Ostafrika verbreitet wurden. Neben den typologischen Gemeinsamkeiten bestehen in der Spielweise große Unterschiede.

## Spielweise
Der stehende Musiker fixiert mit den Fingern der linken Hand den Blechresonator von unten und drückt ihn mit der oberen Kante leicht gegen den Bauch. Der linke Arm sollte dabei annähernd gestreckt sein und den Blechkanister nicht berühren, um dessen Resonanzeigenschaften nicht zu beeinträchtigen. Der Saitenträger ragt senkrecht nach oben und ruht auf der linken Schulter. Mit der rechten Hand hält er den Streichbogen zwischen Daumen und Zeigefinger und zwischen Mittel- und Ringfinger zieht er die Haarbespannung gegen den Handballen. Bei Bögen, deren Haarbüschel nicht am Ende um einen Holzstift gewickelt sind, wickelt der Spieler die Bogenhaare um einen Finger. Vor dem Spiel werden die Haare mit inkamamasana eingerieben.
Durch eine Kombination aus einer bestimmten Bogenbewegung und gleichzeitig veränderten Spannung der Bogenhaare lassen sich mehrere Partialtöne isolieren. Ähnlich wie bei der segankuru und der sikhelekehle führt der Spieler den Bogen in einer kreisförmigen Bewegung über die Saite. Mit Daumen und Zeigefinger der linken Hand berührt er die Saite an zwei Stellen und produziert so neben der leer gestrichenen Saite zwei weitere Grundtöne. Mit den Grundtönen und hieraus verstärkten Partialtönen können Melodiefolgen gespielt werden. Hervorgehoben werden bei entsprechend angespanntem Streichbogen besonders die mitklingende Oktave und die Quinte über dem jeweiligen Grundton. Die Oktave klingt lauter als der Grundton. Weitere Harmonische können mit einer schwierig zu erlernenden Bogentechnik selektiv hörbar gemacht werden. Die korrekte Bogenspannung scheint für die Tonproduktion wesentlicher als die Position des Bogens auf der Saite.